# Muros, Galicien
Muros är en kommun i Spanien. Den ligger i provinsen A Coruña i den autonoma regionen Galicien i nordvästra delen av landet, 500 km väster om huvudstaden Madrid. Antalet invånare är 8 184 (2024). Arean är 72,91 kvadratkilometer.